# Power Rangers: Furia dżungli
Power Rangers: Furia dżungli – szesnasty sezon amerykańskiego serialu dla dzieci i młodzieży Power Rangers, oparty na japońskim serialu tokusatsu Jūken Sentai Gekiranger.
Seria Power Rangers: Furia dżungli liczy łącznie 32 odcinki. Premiera produkcji odbyła się 18 lutego 2008 roku w Stanach Zjednoczonych, na antenie stacji Toon Disney/Jetix. Finałowy odcinek został wyemitowany 3 listopada 2008 roku na tym samym kanale.
Polska premiera serii miała miejsce 1 września 2009 roku na antenie stacji Jetix.

## Fabuła
Sekretny klan Kung Fu we współczesnych czasach zostaje zaatakowany przez złego ducha Dai Shi. Po śmierci swojego mistrza i przejęciu jednego z członków klanu przez złe moce, trójka adeptów Kung Fu poszukuje nowych mistrzów i nowych zdolności w celu pokonania złych mocy, zanim doprowadzą one do zniszczenia świata. Pod okiem niefrasobliwego RJ’a, troje uczniów staje się drużyną Power Rangers: Furia dżungli. Używając zwierzęcych technik Kung Fu, walczą oni z Rinshi – złą armią Dai Shi.

## Obsada
Poniższa lista przedstawia głównych bohaterów serialu Power Rangers: Furia dżungli wraz z nazwiskami odtwórców ról.

### Rangersi
| Ranger                         | Postać            | Aktor             |
| ------------------------------ | ----------------- | ----------------- |
| Furia Dżungli Czerwony Ranger  | Casey Rhodes      | Jason Smith       |
| Furia Dżungli Żółta Rangerka   | Lily Chilman      | Anna Hutchison    |
| Furia Dżungli Niebieski Ranger | Theo Martin       | Aljin Abella      |
| Furia Dżungli Ranger Wilk      | Robert „RJ” James | David de Lautour  |
| Furia Dżungli Ranger Nosorożec | Dominic Hargan    | Nikolai Nikolaeff |

#### Duchowi Rangersi
| Ranger                         | Aktor          |
| ------------------------------ | -------------- |
| Furia Dżungli Ranger Słoń      | Bruce Allpress |
| Furia Dżungli Ranger Nietoperz | Oliver Driver  |
| Furia Dżungli Ranger Rekin     | Paul Gittins   |

### Sprzymierzeńcy
- Fran (Sarah Thomson) – pracowniczka Jungle Karma Pizza, zatrudniona przez RJ’a.
- Flit (Kelson Henderson) – dawny przeciwnik Camille.

### Wrogowie
- Jarrod/Dai Shi (Bede Skinner) – Czarny Lew, dawny uczeń Pai Zhuq, który przypadkowo uwolnił mającego 10 tysięcy lat złego wojownika, Dai Shi, który utknął w jego ciele. Główny antagonista serii.
- Camille (Holly Shanahan) – Zielony Kameleon, wierna wojowniczka Dai Shi.
- Rinshi – byli wojownikami podobnymi do chińskich wampirów Jiang Shi. Robili za piechotę Dai Shi.

## Muzyka tytułowa
Power Rangers Jungle Fury, to muzyka tytułowa serii Power Rangers: Furia dżungli, wykorzystana m.in. w czołówce serialu. Dodatkowo utwór pojawiał się wielokrotnie w trakcie odcinków, w wersji z wokalem oraz instrumentalnej.
Wykonawcą utworu w oryginalnej wersji językowej jest Gabriel Moses. Muzykę skomponował Leigh Roberts, zaś słowa napisał Jon Ehrlich.
W polskiej wersji językowej piosenkę śpiewają Przemysław Kupidura i Dariusz Ryniec. Autorami polskiej wersji tekstu są Filip Antonowicz i Marcin Matuszewski.

## Wersja polska
Opracowanie i udźwiękowienie wersji polskiej: Eurocom Studio

Reżyseria: Andrzej Chudy

Dialogi:
- Anna Wysocka (odc. 1-10),
- Hanna Górecka (odc. 11-32)

Dźwięk i montaż: Krzysztof Podolski

Kierownictwo produkcji: Marzena Omen-Wiśniewska

Lektor: Andrzej Chudy

Udział wzięli:
- Artur Pontek – Casey
- Grzegorz Drojewski –
  - Theo,
  - Luen
- Julia Kołakowska-Bytner – Lily
- Janusz Zadura – RJ
- Tomasz Bednarek – Dominic
- Wojciech Szymański –
  - Mistrz Mao,
  - Rantipede,
  - Whirnado
- Aleksandra Bieńkowska –
  - Fran,
  - Mistrzyni Guin
- Łukasz Jakubowski – Jarrod/Dai Shi
- Agnieszka Kunikowska – Camille
- Jarosław Domin –
  - Flit,
  - Naja
- Ewa Serwa –
  - Reporterka w TV (odc. 2),
  - Stingerella
- Cezary Kwieciński –
  - Mantor,
  - Gakko
- Klaudiusz Kaufmann –
  - Buffalord,
  - Carden,
  - Generał Snapper
- Andrzej Chudy –
  - Toady,
  - Rammer
- Robert Kowalski –
  - Pangolin,
  - Carnisoar
  - Unidoom
- Wojciech Machnicki –
  - Mistrz Phant,
  - Bai Lai
- Maksymilian Bałazy – Josh (odc. 9)
- Włodzimierz Bednarski –
  - Mistrz Finn,
  - Głos z szafy (odc. 14),
  - Grizzaka
- Andrzej Kozak –
  - Mistrz Rilla,
  - Hamhock
  - Sonimax
- Krzysztof Szczerbiński –
  - Mistrz Lope,
  - Porcupongo,
  - Badrat
- Karol Wróblewski –
  - Slickagon (odc. 9),
  - Mistrz Swoop
  - Osirus
- Izabela Dąbrowska – Jellica
- Paweł Szczesny –
  - Crustaceo,
  - Mog
- Marek Bocianiak –
  - Monkeywi,
  - Whiricane,
  - Dynamir
- Krystyna Kozanecka-Kołakowska –
  - Reporterka w TV (odc. 16),
  - Dr Silvia Jennings,
  - Lepus
- Zbigniew Konopka –
  - Barakouzza,
  - Generał Scorch
- Jan Kulczycki –
  - Crocovile,
  - Generał Whiger
- Anna Wiśniewska –
  - Gabi,
  - Grinder
- Aleksander Wysocki – Cheese McAllister
- Mateusz Narloch –
  - Głos chłopca (odc. 9),
  - Jimmy
- Wojciech Rotowski – Todd
- Monika Wierzbicka – Maryl

Tekst piosenki: Filip Antonowicz i Marcin Matuszewski

Śpiewali: Dariusz Ryniec i Przemysław Kupidura

Kierownictwo muzyczne: Marta Radwan

## Spis odcinków
| Premiera w USA                                | Premiera w Polsce | Nr  | Nr w serii | Polski tytuł                                   | Angielski tytuł            |
| --------------------------------------------- | ----------------- | --- | ---------- | ---------------------------------------------- | -------------------------- |
|                                               |                   |     |            |                                                |                            |
| SEZON SZESNASTY – POWER RANGERS FURIA DŻUNGLI |                   |     |            |                                                |                            |
|                                               |                   |     |            |                                                |                            |
| 18.02.2008                                    | 01.09.2009        | 637 | 01         | Witajcie w dżungli                             | Welcome to the Jungle      |
|                                               |                   |     |            | Witajcie w dżungli                             | Welcome to the Jungle      |
| 18.02.2008                                    | 01.09.2009        | 638 | 02         | Witajcie w dżungli                             | Welcome to the Jungle      |
|                                               |                   |     |            |                                                |                            |
| 25.02.2008                                    | 02.09.2009        | 639 | 03         | Westchnienie Tygrysa                           | Sigh of the Tiger          |
|                                               |                   |     |            |                                                |                            |
| 03.03.2008                                    | 02.09.2009        | 640 | 04         | Smak trucizny                                  | A Taste of Poison          |
|                                               |                   |     |            |                                                |                            |
| 10.03.2008                                    | 03.09.2009        | 641 | 05         | Nie zawsze się wygrywa                         | Can’t Win Them All         |
|                                               |                   |     |            |                                                |                            |
| 17.03.2008                                    | 03.09.2009        | 642 | 06         | Przetańczyć całą noc                           | Dance the Night Away       |
|                                               |                   |     |            |                                                |                            |
| 24.03.2008                                    | 04.09.2009        | 643 | 07         | Kawałek życia                                  | Pizza Slice of Life        |
|                                               |                   |     |            |                                                |                            |
| 31.03.2008                                    | 04.09.2009        | 644 | 08         | Styl mistrza                                   | Way of the Master          |
|                                               |                   |     |            |                                                |                            |
| 21.04.2008                                    | 05.09.2009        | 645 | 09         | Dobra karma, zła karma                         | Good Karma, Bad Karma      |
|                                               |                   |     |            |                                                |                            |
| 27.04.2008                                    | 05.09.2009        | 646 | 10         | Uczył ślepy ślepego                            | Blind Leading the Blind    |
|                                               |                   |     |            |                                                |                            |
| 05.05.2008                                    | 06.09.2009        | 647 | 11         | Do granic możliwości                           | Pushed to the Edge         |
|                                               |                   |     |            |                                                |                            |
| 12.05.2008                                    | 06.09.2009        | 648 | 12         | O jednego mistrza za dużo                      | One Master Too Many        |
|                                               |                   |     |            |                                                |                            |
| 19.05.2008                                    | 07.09.2009        | 649 | 13         | Cień szansy                                    | Ghost of a Chance          |
|                                               |                   |     |            | Cień szansy                                    | Ghost of a Chance          |
| 19.05.2008                                    | 07.09.2009        | 650 | 14         | Cień szansy                                    | Ghost of a Chance          |
|                                               |                   |     |            |                                                |                            |
| 02.06.2008                                    | 08.09.2009        | 651 | 15         | Zły do szpiku kości                            | Bad to the Bone            |
|                                               |                   |     |            |                                                |                            |
| 16.06.2008                                    | 08.09.2009        | 652 | 16         | Przyjaciół poznaje się w biedzie               | Friends Don’t Fade Away    |
|                                               |                   |     |            |                                                |                            |
| 23.06.2008                                    | 09.09.2009        | 653 | 17         | Ego lidera                                     | No „I” in Leader           |
|                                               |                   |     |            |                                                |                            |
| 30.06.2008                                    | 09.09.2009        | 654 | 18         | Prawdziwi przyjaciele, prawdziwe duchy         | True Friends, True Spirits |
|                                               |                   |     |            |                                                |                            |
| 07.07.2008                                    | 10.09.2009        | 655 | 19         | Ścieżka nosorożca                              | Path of the Rhino          |
|                                               |                   |     |            |                                                |                            |
| 14.07.2008                                    | 10.09.2009        | 656 | 20         | Walka o sztylet                                | Dash for the Dagger        |
|                                               |                   |     |            |                                                |                            |
| 21.07.2008                                    | 11.09.2009        | 657 | 21         | Wyścig do Nexusa                               | Race to the Nexus          |
|                                               |                   |     |            |                                                |                            |
| 28.07.2008                                    | 11.09.2009        | 658 | 22         | Kryształowe oczy                               | Arise the Crystal Eyes     |
|                                               |                   |     |            |                                                |                            |
| 04.08.2008                                    | 12.09.2009        | 659 | 23         | Strach i upiory                                | Fear and the Phantoms      |
|                                               |                   |     |            |                                                |                            |
| 11.08.2008                                    | 12.09.2009        | 660 | 24         | Niebieski Ranger, bliźniacze niebezpieczeństwo | Blue Ranger, Twin Danger   |
|                                               |                   |     |            |                                                |                            |
| 18.08.2008                                    | 13.09.2009        | 661 | 25         | Ostatnia druga szansa                          | One Last Second Chance     |
|                                               |                   |     |            |                                                |                            |
| 29.09.2008                                    | 13.09.2009        | 662 | 26         | Nie graj o kasę                                | Don’t Blow That Dough      |
|                                               |                   |     |            |                                                |                            |
| 06.10.2008                                    | 14.09.2009        | 663 | 27         | Tygrysy upadają, lwy powstają                  | Tigers Fall, Lions Rise    |
|                                               |                   |     |            |                                                |                            |
| 13.10.2008                                    | 14.09.2009        | 664 | 28         | Duch życzliwości                               | The Spirit of Kindness     |
|                                               |                   |     |            |                                                |                            |
| 20.10.2008                                    | 15.09.2009        | 665 | 29         | Maryl i małpy                                  | Maryl and the Monkeys      |
|                                               |                   |     |            |                                                |                            |
| 27.10.2008                                    | 15.09.2009        | 666 | 30         | Mistrzowskie paski                             | To Earn Your Stripes       |
|                                               |                   |     |            |                                                |                            |
| 03.11.2008                                    | 16.09.2009        | 667 | 31         | Właściwa droga                                 | Path of the Righteous      |
|                                               |                   |     |            |                                                |                            |
| 03.11.2008                                    | 16.09.2009        | 668 | 32         | Finał furii                                    | Now the Final Fury         |
|                                               |                   |     |            |                                                |                            |